# Arrêt sur images
Arrêt sur images war eine wöchentliche Fernsehsendung, entstanden, produziert und moderiert vom Journalisten Daniel Schneidermann. Sendestart war 1995 auf La Cinquième, ab Januar 2002 wurde die Sendung dann auf France 5 ausgestrahlt.

## Geschichte
Die Sendung wurde auf Wunsch des Präsidenten von La Cinquième, Jean-Marie Cavada, produziert. Dieser unterstützte sie als pädagogisches Werkzeug im Rahmen der erzieherischen Rolle des Senders, wie sie von der CSA festgelegt wurde.
Sein Nachfolger Jérôme Clément führte die Sendung weiter, gefolgt von den verschiedenen Geschäftsführern des Senders nach dem Übergang zur Gruppe France Télévisions: Jean-Pierre Cottet, Daniel Goudineau und Claude-Yves Robin. In diesem Zusammenhang ist sie die einzige Sendung von La Cinquième, die von France 5 übernommen wurde.

## Grundsatz
Entwickelt, produziert und moderiert vom Journalisten Daniel Schneidermann, der am Anfang mit Pascale Clark zusammen moderierte, hat sie das Ziel, das Fernsehen zu analysieren, die Mittel zu entziffern, mit der es die Fernsehzuschauer beeinflusst, und seine Absichten zu erläutern.
Chronisten und Journalisten um Daniel Schneidermann werfen ihren Blick auf Bilder, die in den vorhergehenden Tagen auf den Fernsehsendern erschienen sind. Dazu gehören: David Abiker, Judith Bernard, Sébastien Bohler, John Paul Lepers, Maja Neskovic, Christelle Ploquin, Perrine Dutreil, Aurélie Windels, Ioulia Kapoustina…
Die Sendung lässt auch die Macher der Bilder, die in der Sendung vorgestellt wurden, sowie Spezialisten der behandelten Themen zu Wort kommen.
France 5 zeigt alte Sendungen kostenlos im Internet. Die sichtbare Version ist eine Version ohne Montage, die manchmal nach dem Abspann weiterläuft. Es kommt nicht selten vor, dass die Unterhaltungen fortgesetzt werden, obwohl die Sendung zu Ende ist. In einem Blog von Chloé Delaume ist es möglich, mehr über die Hintergründe der Sendung und die Porträts der Beteiligten zu erfahren.
Im September 2006 wurde auf Antrag von France Télévision Interactive die ungekürzte Version im Internet durch die im Fernsehen gezeigte Version ersetzt. Dies wurde von Protesten seitens der Internet-Nutzer begleitet.

## Kritik am Fernsehen durch das Fernsehen
Arrêt sur images ist eine Reaktion auf Analysen des Fernsehbildes entsprochen, die sein Schöpfer seit mehreren Jahren in der Zeitung Le Monde erstellt hat. Die Sendung ist anderen vorangegangen, in denen das Fernsehen versucht, einen kritischen Blick auf sich selbst zu werfen: so legt es Canal+ darauf an, die durch das Fernsehen und andere Medien gelieferten Informationen zu „dechiffrieren“ und der Moderator von France 2 steht jede Woche den Kritiken der Fernsehzuschauer zum Umgang des Senders mit Informationen Rede und Antwort.
Allerdings wurde die Sendung selbst kritisiert, ihre Neutralität in Frage gestellt und auch, ob sie tatsächlich in der Lage sei, das Fernsehsystem zu kritisieren, zu dem sie selber gehört. Der Soziologe Pierre Bourdieu wollte, als er im Jahre 1996 an einer Sendung von Arrêt sur images teilnahm, dieses Plateau eigentlich nutzen, um die Art und Weise zu analysieren, mit der das Fernsehen über die Streiks im Dezember 1995 Bericht erstattet hatte. Jedoch konnte er sich angeblich nicht mitteilen wegen der ständigen Unterbrechungen von Jean-Marie Cavada, die sich bei seiner eigenen Sendung La Marche du Siècle wiederholten. Daraufhin hat Pierre Bourdieu begonnen, die Funktionsweise des Fernsehens insgesamt zu kritisieren.
Die vollständige Aufnahme der Sendung, also ohne Montage und Schnitte, war auf der Seite der Sendung verfügbar. So konnten die Internet-Zuschauer einen kritischen Blick auf die Sendung selbst werfen, die Montagewahl zu analysieren, erkennen wo geschnitten wurde usw. Seit dem 10. September 2006 ist diese integrale Version jedoch nicht mehr online verfügbar. Die Website Pétition ASI wurde eingerichtet, damit dieses Angebot wiederhergestellt wird.

## Einige Höhepunkte

### Sarajevo
Zwei Direktberichte eines Sondergesandten in Sarajevo wurden direkt einen Tag später ausgestrahlt. Man sah dort den Sondergesandten mit der Stadt Saravejo hinter sich.
Eine aufmerksamere Prüfung des Bildes zeigte jedoch, dass in diesen zwei Berichten die Wolken dieselben waren! Er war zwar tatsächlich direkt, fand aber im Studio statt; der Hintergrund war angeblich nur eine Illustration (was an sich sicherlich nicht betrügerisch ist, aber es wäre ehrlicher gewesen, es zu erwähnen).

### Nationalversammlung
Während der Rede eines Redners zeigt die Kamera drei Abgeordnete, die heimlich miteinander zu lachen scheinen. Jedoch erscheint das Logo „Nationalversammlung“ nicht auf diesen Bildern. Eine detailliertere Prüfung der Rede zeigt, dass diese Sequenz als Ersatz für die Originalbilder eingefügt worden ist: in der Tat sind während der Rede zwei der Abgeordneten nicht an derselben Stelle, tragen Krawatten, die sich von den vorherigen unterscheiden… und der dritte ist gar nicht da!

### Manipulierte Bänder
Die Sendung zeigt regelmäßig von anderen Sendern ausgestrahlte Ausschnitte. Bei identischen Bildern gibt es völlig verschiedene Tonbänder. Besonders war das der Fall bei den Attentaten des 11. September 2001.

### Früher
Arrêt sur images hat einen Vorfahren in der geschriebenen Presse gehabt: Presse-Actualité wurde in den 1960er Jahren von Bayard presse herausgegeben und analysierte kritisch die verschiedenen Vorlagen derselben Information durch andere Zeitungen oder Zeitschriften.